# Föreningen För Flugighetens Främjande
Föreningen För Flugighetens Främjande var ett svenskt underhållningsprogram i radio lett av Povel Ramel med vänner. Programmet sändes i totalt åtta avsnitt under perioden 1946-1951. Det första avsnittet Musikalisk Radiostörning sändes 10 maj 1946 och innebar Ramels debut som underhållare i radio.
Avsnitten var cirka 40 minuter långa och bestod av sketcher och musik framförda inför en live-publik. Enligt Povel var de först i svensk radio med att sända radio med publikrespons, något som förbättrade humorstämningen. I samband med programmet premiärspelades flera av de låtar som senare kommit att bli Ramel-klassiker, inklusive Aclutti busch boosch bumpa Albertina, Köp inte en Zebra och Titta det snöar.
Programidén började som en privat grupp med Ramel och vänner från en liten inspelningsstudio kallad Din egen röst, då under namnet Föreningen För Fånighetens Främjande, som spelade in improvisationer för eget nöje. En av medlemmarna i denna grupp var Alice Babs, som också kom att bli frekvent i radioprogrammet. Det var tack vare dragplåstret Babs som programmet sändes, eftersom alla övriga namn var totalt okända för de samtida lyssnarna.
Andra återkommande röster i Föreningen För Flugighetens Främjande kom att bli Brita Borg och Martin Ljung. Kapellmästare för de flesta avsnitt var Allan Johansson.